# 福地周夫
福地 周夫（ふくち かねお、1902年(明治35年)6月5日 - 1996年）は、日本の海軍軍人。珊瑚海海戦及び南太平洋海戦に「翔鶴」運用長として参戦し、その被害の局限化に成功した海軍大佐である。戦後は作家としても活動した。

## 人物・来歴

### 略歴

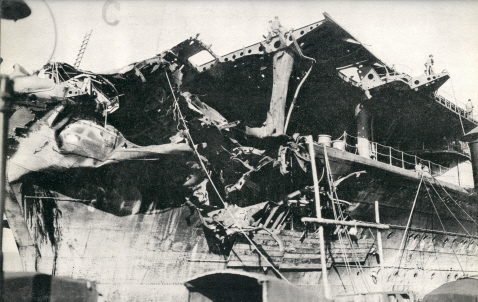
珊瑚海海戦での翔鶴被弾状況

佐賀県出身。小城中学を経て海軍兵学校に進む。福地は52期生で、同期生に高松宮宣仁親王、源田實、内藤雄、淵田美津雄、遠藤忍などがいる。福地と期数が近い同郷の後輩には後に五・一五事件に関与する同窓の黒岩勇、村山格之、佐賀中学出身の藤井斉、三上卓、古賀清志がいたが、福地は藤井らの動きに気付いていなかった。駆逐艦「葦」、海防艦「対馬」乗組み、佐世保海兵団分隊長兼教官、戦艦「榛名」分隊長などを務め、海軍航海学校を修了している。日中戦争勃発に伴い、陸軍輸送船団指揮官を務め、重巡洋艦「足柄」運用長として青島攻略戦に参加した。海兵教官を務めたのち1941年(昭和16年)8月「翔鶴」運用長に就任。真珠湾攻撃、珊瑚海海戦、第二次ソロモン海戦、南太平洋海戦と歴戦している。のち戦艦「陸奥」運用長に転じるが、大動脈瘤の診断を受け(のちに誤診と判明)退艦した直後に「陸奥」は爆沈した。海兵運用科長、舞鶴鎮守府副官兼参謀を歴任し、1945年(昭和20年)9月大佐に進級。同年11月予備役編入となった。1947年(昭和22年)11月公職追放仮指定を受けた。

### 翔鶴運用長

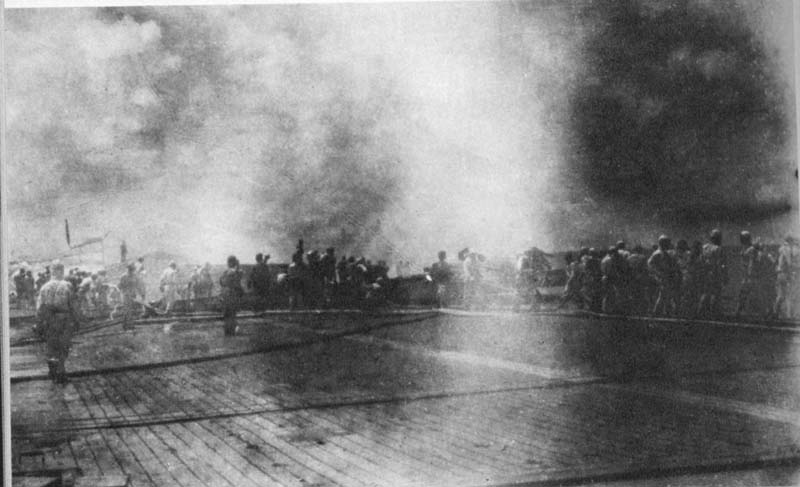
南太平洋海戦での消火活動

福地は「翔鶴」運用長として、その被害を局限したことで知られる。日本海軍の空母は爆撃に対する抵抗力が弱く、ミッドウェー海戦においてその弱点を露呈したが、「翔鶴」は同海戦に先立って米爆撃機により被弾した。珊瑚海海戦は世界初の空母同士の洋上対決で、「翔鶴」は三発被弾したが、福地の防火指揮は適切であった。その働きは獅子奮迅と称えられる。有馬正文は艦長就任後に福地に防火防水について学び、可燃物撤去、不要な爆弾の弾庫への収納、甲板に消火用ホースの準備などを行っている。福地は応急指揮官として連合艦隊司令部の注目を集め、出撃前日のミッドウェー攻撃部隊の准士官以上の前で講演を行った。珊瑚海海戦における空母「翔鶴」の爆弾命中、火災発生に対して、応急指揮官として執りたる処置及びその戦訓と題したこの講演は、空母艦内に飛行機がある状態で被弾した場合、1発で消火は困難であり、沈没は必至であるというものであった。しかしこの講演中、主要指揮官幕僚は図上演習中で不在であり、講演の要点は伝わらずに終わる。福地はミッドウェー海戦の敗北に痛恨の思いを抱いていた。

## 著作
- 空母翔鶴海戦記 (出版協同社)
- 海軍くろしお物語（光人社）
- 海軍くろしお物語(続)（光人社）
- 海軍美談よもやま物語 (光人社)
- 予科練物語（予科練甲飛会本部）